# 1489
Năm 1489 là một năm trong lịch Julius.